# Bevinahalli, Savanur
Bevinahalli là một làng thuộc tehsil Savanur, huyện Haveri, bang Karnataka, Ấn Độ.